# Ariarates IV
Ariarates IV Eusébio (em grego clássico: Ἀριαράθης Εὐσεβής; romaniz.: Ariaráthēs Eusebḗs), rei da Capadócia (220–163 a.C.).

## Família
A Capadócia era uma satrapia de sua família desde Anafas, um dos sete persas. Porém, várias gerações depois, Ariarates I foi derrotado por Pérdicas, e seu filho Ariarates II se retirou para a Armênia, voltando após a morte de Pérdicas e Eumenes de Cardia. Ariarates II foi sucedido por seu filho Ariâmenes, e este por seu filho Ariarates III. Ariâmenes fez uma aliança com Antíoco II Teos, casando Ariarates III com Estratonice, filha de Antíoco.

## Reinado
Ariarates IV herdou o trono da Capadócia de seu pai Ariarates III quando era uma criança, e se casou com Antióquida, filha de Antíoco III Magno.
Embora seu pai houvesse proclamado a independência da Capadócia, em relação aos selêucidas, Ariarates reaproximou-se deles, casando-se com Antióquida, filha de Antíoco III, em 193 a.C., e apoiando o sogro em sua guerra contra Roma.
Antióquida não tinha escrúpulos, e, vendo que não tinha filhos com o rei, arrumou dois supostos filhos, Ariarates e Orofernes, apresentando-os como se fossem filhos do casal. Mais tarde, porém, Antióquida deixou de ser estéril e teve duas filhas e um filho (chamado de Mitrídates, o futuro rei Ariarates V). Ela contou a verdade sobre Ariarates e Orofernes para o rei e, para evitar problemas com a sucessão, estes foram enviados, respectivamente, a Roma e à Jônia.
Após a derrota na batalha de Magnésia, para escapar às pesadas indenizações estabelecidas pela paz de Apameia, aliou-se [carece de fontes?] a Eumenes II, rei do Pérgamo e amigo dos romanos, dando-lhe sua filha, Estratonice, em casamento. Suas multas foram reduzidas à metade e, a partir de então, ele colaborou com a política de Roma no Oriente helenístico.
Foi sucedido por seu filho Ariarates V.